# 明知專科大學
明知專科大學（：／ Myeongji Seonmun Daehak */?），創立於1974年1月，位於首爾特別市西大門區弘恩洞，是一所綜合型私立專科大學。

## 歷史
- 1974年1月設立。
- 1976年3月重組為明知商學院。
- 1995年3月改名為明知專科大學。
- 曾提議於2017年更名為明知科學技術大學（명지과학기술대학교）[1]，但未更名。

## 著名校友
- 韓寶凜（戲劇電影系）- 女演員。
- 全寶藍（視覺藝術及戲劇系）- 女歌手，女團T-ara成員。
- 李居麗（視覺藝術及戲劇系）- 女歌手，女團T-ara成員。
- 安勇俊 - 男演員。
- 李孝利（視覺藝術及戲劇系）- 女歌手，前女團FIN.K.L成員。
- 田美都（戲劇電影系）- 女演員。
- 金藝元（實用音樂系）- 女歌手，前女團Jewelry成員。
- 朴胤載（戲劇電影系）- 男演員。
- 金南佶（戲劇電影系）- 男演員。
- 尹智聖（戲劇影像學系）- 男歌手，選秀節目Produce101第二季以第八名出道，Wanna One隊長
- 張美姬（非校友，但曾於戲劇電影系擔任副教授一職）- 女演員。
- 李嚴智（中文系）－韓國職棒SSG登陸者啦啦隊。

## 相關機構
- 明知專科大學附屬明知幼稚園（명지전문대학부속명지유치원）

## 外部連結
- 學校網頁 （页面存档备份，存于）（英文）（日語）（简体中文）
- 明知專科大學的Facebook專頁
- 明知專科大學的Instagram帳戶
- 明知專科大學的X（前Twitter）
- 學校Naver Blog （页面存档备份，存于）